# 광주지방검찰청
광주지방검찰청(光州地方檢察廳)은 항소사건에 대한 소송 유지 및 항고사건 처리와 행정소송을 비롯해 국가를 당사자로 하는 소송사건을 수행하고 진행을 돕는 검찰청 광주고등검찰청 소속기관이다. 광주ㆍ전남지역을 관할하고 있고, 산하에 순천ㆍ목포ㆍ해남ㆍ장흥지청을 두고 있다. 광주광역시 동구 준법로 7-12에 위치하고 있다.

## 연혁
- 1909년 4월 9일 광주지방재판소 검사국 설치 
  - 대구항소원 검사국 관할 광주지방재판소 검사국으로 설치
  - 1910년 10월 1일 전라남도 광주시 금남로 3가 1-1에 준공된 청사 입주
- 1949년 12월 20일 법원에 대응 검찰청 발족 
  - 대구고등검찰청 관할로 광주지방법원에 대응하는 광주지방검찰청 발족(법원에서 완전 독립)
  - 광주지검 관내 지청(목포·순천·장흥) 법원에 대응하여 설치
- 1952년 4월 1일 광주고등검찰청 개청 
  - 대구고등검찰청에서 분리되어 광주고등검찰청 관할로 귀속
- 1969년 1월 13일 청사 이전
- 1969년 12월 15일 광주시 동구 지산동 342-1번지에 철근콘크리트 슬라브지붕 구조로된 지상3층 건물완공 
  - 1,2층은 광주지방검찰청, 3층은 광주고등검찰청사로 각 사용
- 1982년 4월 3일 해남지청 신설 
  - 광주지검 관내지청이 4개 지청으로 증가
- 2001년 11월 27일 청사 이전 
  - 같은 위치 지하2층 지상9층의 청사를 신축하여 이전
  - 1∼7층까지 광주지방검찰청, 7층 일부분과 8·9층은 광주고등검찰청사로 각 사용

## 조직
- 검사장
- 차장검사
- 인권보호부
- 형사 제1부
  - 조사과
- 형사 제2부
- 형사 제3부
- 형사 제4부
  - 공공수사지원팀
- 여성아동범죄조사부
- 반부패강력수사부
  - 수사과
  - 조직범죄수사지원팀
  - 마약범죄수사지원팀
- 공판부
  - 공판과
- 중요경제법죄조사단
- 사무국
  - 총무과
  - 사건과
  - 집행과

## 역대 검사장
- 제1대 신태익 1948년 11월 6일 ~ 1949년 2월 2일
- 제2대 김영천 1949년 2월 3일 ~ 1951년 8월 28일
- 제3대 원택연 1951년 8월 29일 ~ 1954년 4월 2일
- 제4대 허만호 1954년 4월 3일 ~ 1954년 9월 10일
- 제5대 권오병 1954년 9월 11일 ~ 1958년 3월 13일
- 제6대 윤준영 1958년 3월 14일 ~ 1960년 6월 26일
- 제7대 양정수 (1912년) 1960년 6월 27일 ~ 1960년 9월 23일
- 제8대 황창주 1960년 9월 24일 ~ 1961년 7월 8일
- 제9대 이홍규 1961년 8월 12일 ~ 1962년 4월 10일
- 제10대 이선중 1962년 4월 11일 ~ 1963년 5월 30일
- 제11대 김용제 1963년 5월 31일 ~ 1966년 11월 15일
- 제12대 윤두식 1966년 11월 19일 ~ 1968년 5월 31일
- 제13대 조태형 1968년 6월 1일 ~ 1968년 12월 1일
- 제14대 최찬식 1968년 12월 2일 ~ 1971년 8월 25일
- 제15대 김병기 1971년 8월 26일 ~ 1972년 6월 19일
- 제16대 홍순일 1972년 6월 20일 ~ 1974년 8월 31일
- 제17대 정익원 1974년 9월 1일 ~ 1975년 9월 30일
- 제18대 송종진 1975년 10월 1일 ~ 1976년 2월 28일
- 제19대 이종원 1976년 3월 1일 ~ 1977년 2월 17일
- 제20대 설동훈 1977년 2월 18일 ~ 1978년 2월 10일
- 제21대 정태균 1978년 2월 11일 ~ 1979년 2월 18일
- 제22대 배명인 1979년 2월 19일 ~ 1980년 6월 8일
- 제23대 정명래 1980년 6월 9일 ~ 1980년 7월 27일
- 제24대 유태선 1980년 7월 28일 ~ 1981년 4월 26일
- 제25대 이용식 1981년 4월 27일 ~ 1981년 12월 16일
- 제26대 백광현 1981년 12월 17일 ~ 1982년 6월 17일
- 제27대 강용구 1982년 6월 18일 ~ 1983년 7월 31일
- 제28대 김양균 1983년 8월 1일 ~ 1985년 10월 21일
- 제29대 조성욱 1985년 10월 22일 ~ 1987년 6월 7일
- 제30대 신건 1987년 6월 8일 ~ 1988년 8월 24일
- 제31대 지헌범 1988년 8월 25일 ~ 1989년 3월 28일
- 제32대 류순석 1989년 3월 29일 ~ 1991년 4월 17일
- 제33대 문종수 1991년 4월 18일 ~ 1992년 7월 28일
- 제34대 노승행 1992년 7월 29일 ~ 1993년 2월 4일
- 제35대 김정길 (법조인) 1993년 3월 17일 ~ 1993년 9월 20일
- 제36대 심상명 1993년 9월 21일 ~ 1994년 9월 15일
- 제37대 송정호 1994년 9월 16일 ~ 1995년 9월 19일
- 제38대 심재륜 1995년 9월 20일 ~ 1997년 1월 22일
- 제39대 이재신 1997년 1월 23일 ~ 1998년 3월 22일
- 제40대 유재성 (법조인) 1998년 3월 23일 ~ 1999년 2월 21일
- 제41대 이태창 1999년 2월 22일 ~ 1999년 6월 8일
- 제42대 조준웅 1999년 6월 9일 ~ 2000년 7월 14일
- 제43대 정홍원 2000년 7월 15일 ~ 2002년 2월 7일
- 제44대 박종렬 2002년 2월 8일 ~ 2002년 11월 17일
- 제45대 조규정 2002년 11월 18일 ~ 2003년 3월 12일
- 제46대 황선태 2003년 3월 13일 ~ 2004년 5월 31일
- 제47대 이기배 2004년 6월 1일 ~ 2005년 4월 7일
- 제48대 안영욱 2005년 4월 8일 ~ 2006년 2월 5일
- 제49대 명동성 2006년 2월 6일 ~ 2007년 3월 4일
- 제50대 신상규 2007년 3월 5일 ~ 2008년 3월 10일
- 제51대 황희철 2008년 3월 11일 ~ 2009년 1월 18일
- 제52대 박영렬 2009년 1월 19일 ~ 2009년 8월 11일
- 제53대 길태기 2009년 8월 12일 ~ 2010년 7월 14일
- 제54대 성영훈 2010년 7월 15일 ~ 2011년 8월 21일
- 제55대 주철현 2011년 8월 22일 ~ 2012년 7월 17일
- 제56대 김현웅 2012년 7월 18일 ~ 2013년 4월 9일
- 제57대 신경식 2013년 4월 10일 ~ 2013년 12월 23일
- 제58대 변찬우 2013년 12월 24일 ~ 2015년 2월 10일
- 제59대 김해수 2015년 2월 11일 ~ 2015년 12월 23일
- 제60대 김회재 2015년 12월 24일 ~ 2017년 7월 31일
- 제61대 양부남 2017년 8월 1일 ~ 2018년 6월 21일
- 제62대 배성범 2018년 6월 22일 ~ 2019년 7월 30일
- 제63대 문찬석 2019년 7월 31일 ~ 2020년 8월 10일
- 제64대 여환섭 2020년 8월 11일 ~ 2021년 6월 10일
- 제65대 박찬호 2021년 6월 11일 ~ 2022년 6월 26일
- 제66대 이수권 2022년 6월 27일 ~ 2023년 9월 1일
- 제67대 박종근 2023년 9월 7일 ~ 2024년 5월 13일
- 제68대 이종혁 2024년 5월 13일 ~ 2025년 7월 29일
- 제69대 박현철 2025년 7월 29일 ~

## 관할구역

### 행정구역
- 2개 시: 광주광역시, 전라남도 나주시
- 5개 군: 전라남도 화순군, 장성군, 영광군, 담양군, 곡성군

### 관내 검찰청 4개 지청
- 목포지청
- 장흥지청
- 순천지청
- 해남지청

## 소속기관

### 목포지청
- 주소: 전라남도 목포시 정의로 9번지
- 우편번호: 58671

### 장흥지청
- 주소: 전남 장흥군 장흥읍 읍성로 121-1
- 우편번호: 59330

### 순천지청
- 주소: 전남 순천시 왕지로 19
- 우편번호: 57932

### 해남지청
- 주소: 전남 해남군 해남읍 중앙1로 330
- 우편번호: 59031

## 같이 보기
- 검찰청
- 광주고등검찰청